# Ладыгино (станция, Ивановская область)
Ладыгино — станция в Шуйском районе Ивановской области. Входит в состав Колобовского городского поселения.

## География
Находится в южной части Ивановской области на расстоянии приблизительно 12 км на юг-юго-восток по прямой от районного центра города Шуя у железнодорожной линии Иваново-Новки.

## История
Станция была открыта на Шуйско-Ивановской железной дороги, построенной в 1867-1871 годах. Она была отмечена на карте 1888-1910 годов. Название связано с близлежащей деревней. Ныне железнодорожная станция Ладыгино относится к Северной железной дороге. В настоящее время статус населенного пункта не ясен, т.к. имеется документ, в котором поднимается вопрос о восстановлении населенного пункта, который, видимо, был упразднен (после 2010 года).

## Население
Постоянное население составляло 28  человек в 2002 году (русские 100 %), 15 в 2010.